# شارلين تشوي
هي ممثلة صينية بالصينية(蔡卓妍)شارلين تشوي (ولدت في 22 نوفمبر 1982) هي ممثلة ومغنية وهي من هونغ كونغ .
عضو في مجموعة التوائم

## حياته
ولدت تشوي في فانكوفر، كندا.انتقلت مع عائلتها إلى هونغ كونغ بعد ذلك بسنوات قليلة.

## البومات
| عام  | عنوان           | ملاحظة                                             |
| ---- | --------------- | -------------------------------------------------- |
| 2008 | Make a Wish     | Cantonese single                                   |
| 2009 | Two Without One | Cantonese album                                    |
| 2009 | Another Me      | Cantonese EP                                       |
| 2010 | As A Sa         | Mandarin album                                     |
| 2010 | Beauty Remains  | Cantonese EP                                       |
| 2011 | Sweetest Day    | Cantonese CD + Cantonese & Mandarin DVD Collection |

## روابط خارجية
- شارلين تشوي على موقع IMDb (الإنجليزية)
- شارلين تشوي على موقع ميوزك برينز (الإنجليزية)
- شارلين تشوي على موقع أول موفي (الإنجليزية)
- شارلين تشوي على موقع ديسكوغز (الإنجليزية)
- شارلين تشوي على موقع قاعدة بيانات الفيلم (الإنجليزية)